# 로드 무비
로드 무비는 영화의 장르 중 하나로, 주인공이 여행하는 중에 일어나는 여러 가지 사건이나 에피소드를 다룬다. 주로 여행의 과정을 묘사하는 것에 초점을 맞추며, 이야기의 결말은 애매한 경우도 많다. 이 영화 장르의 기원을 《오디세이》와 같은 서사시로 보는 관점도 있다.